# Chor der St. Hedwigs-Kathedrale
Der Chor der St.-Hedwigs-Kathedrale Berlin ist der Hauptchor an der St. Hedwigs-Kathedrale, der römisch-katholischen Dom- beziehungsweise Kathedralkirche des Erzbistums Berlin. Zu den Chören an der St. Hedwigs-Kathedrale gehören neben dem gemischten Hauptchor, der Jugendkathedralchor mit einem Vorchor, ein Kammerchor, eine Choralschola sowie ein Vokalensemble.

## Geschichte
Als erste katholische Kirche nach der Reformation wurde am 1. November 1773 in Berlin die St.- Hedwigs-Kirche geweiht. Wie Nachweise aus der Zeit Anfang des 19. Jahrhunderts belegen, existierte zu dieser Zeit bereits eine Choralschola sowie ein Chor aus Knaben- und Männerstimmen. Nicht dokumentiert ist hingegen die Entstehung eines gemischten Chores. Als Chordirigent fungierten Herr Gerth (vor 1830), Karl Adam Bader (1845–1867) und Rudolf Wecker (1867–1914 als Königlicher Musikdirektor und Chordirigent, Lebensdaten: 1833–1914) an St. Hedwig. Dem Rang der Kirche entsprechend wurde später aus dem entstandenen Propstei-Chor ein Chor der Basilika, mit der Gründung des Bistums 1930 der Kathedralchor St. Hedwig.
Von 1915 bis 1929 leitete Pius Kalt (1883–1970) den Chor. Ihm folgte Hermann Pabel (1901–1945) vom Oktober 1929 bis zum Januar 1934, nach dessen Plänen die Firma Johannes Klais (Bonn) 1930 die große Orgel einbaute. Von 1934 bis 1963 war Karl Forster Domkapellmeister an der St.-Hedwigs-Kathedrale. Unter deren Leitung entwickelte der Chor eine besondere Klangfarbe und Klangreinheit und wurde auch überregional bekannt. Zahlreiche Schallplattenaufnahmen unter Kalt ab 1924 bei der Deutschen Grammophon Gesellschaft (internationales Label Polydor), ab 1931 unter Pabel auf den Labeln Christschall (Berlin) und Kalliope (Leipzig) sowie ab 1935 unter Forster auf den Labeln Telefunken, Electrola und Decca zeugen von dieser Entwicklung.
Nach dem Ende des Zweiten Weltkriegs war er dank Forster einer der ersten intakten Chöre in Berlin, so dass er sich zu einem musikalischen Kulturträger der Stadt entwickelte. Der Chor erlangte unter seiner Leitung in der Nachkriegszeit internationales Ansehen. In Anerkennung seiner Verdienste um das Musikleben wurde Forster 1952 zum Honorarprofessor für Musikwissenschaft an der Technischen Universität Berlin und 1954 zum Musikdirektor an der Freien Universität Berlin ernannt. Außerdem wurde ihm 1953 der Musikpreis der Stadt Berlin verliehen.
Der Bau der Mauer trennte den Chor in Ost und West. Der Domkapellmeister Forster und ein Großteil des Chores wirkten danach nur noch im westlichen Teil Berlins ohne seinen Stammsitz, die Kathedrale. In der Folgezeit arbeiteten Anton Lippe (1964–1974) und Roland Bader (1974–1991) mit dem Chor der St.-Hedwigs-Kathedrale Berlin und gaben ihm abseits sakraler Aufgaben ein wesentliches Gepräge als Konzertchor. Im Ostteil der Stadt gelang es Michael Witt ab 1975, aus dem stark dezimierten Restchor einen neuen Domchor von St. Hedwig Berlin aufzubauen, der sich gemäß seiner Bestimmung als sakrales Ensemble der Gottesdienstgestaltung an der Kathedrale verstand.
Nach der politischen Wende schlug unter Alois Koch – Leiter des Chores der St. Hedwigs-Kathedrale von 1991 bis 1998 – der Versuch fehl, beide Chöre zusammenzuführen, die fortan wieder getrennte Wege beschritten. Am 1. Oktober 1998 wurde von ehemaligen Mitgliedern des Chores der St.-Hedwigs-Kathedrale der Karl-Forster-Chor ins Leben gerufen. Die Leitung des Chores der St.-Hedwigs-Kathedrale übernahm Michael Witt, bis dahin seit 1993 Leiter der Domsingschule von St. Hedwig.
Zentrale Aufgabe des Chores der St.-Hedwigs-Kathedrale ist heute die musikalische Gestaltung der Kathedral-Liturgie an den Sonn- und Feiertagen. Dabei reicht das Repertoire von der altklassischen Vokalpolyphonie bis hin zur Moderne. Zentraler Schwerpunkt sind die Messvertonungen der Klassik und Romantik.
Regelmäßige Konzerte in der Kathedrale, im Konzerthaus Berlin, der Berliner Philharmonie und vielen Kirchen in Deutschland und im europäischen Ausland ergänzen die vielfältigen musikalischen Aktivitäten des Chores.
Seit 1. August 2005 ist Domkapellmeister Harald Schmitt Leiter des Chores der St.-Hedwigs-Kathedrale.
Der Chor ist Mitglied im Verband Deutscher Konzertchöre, im Berliner Chorverband und der Chöre AG Berlin.

## Diskografie (Auswahl)
- Heiligste Nacht (kirchliches Weihnachtslied) – Adeste fideles. Basilica-Chor (Chorus eccl. Stae. Hedwigae Berolinensis) Regens chori: Pius Kalt. Grammophon, Schellackplatte 1926
- Ave Maria in Venedig (Gedicht von J. Dosquet) – Ave verum corpus (W. A. Mozart). Basilica-Chor (Chorus eccl. Stae. Hedwigae Berolinensis) mit Orgel und Harfen (Ave Maria). Regens chori: Pius Kalt. Grammophon (deutsch), Polydor (englisch) Schellackplatte 1927
- Wir treten zum Beten (altniederländisches Dankgebet, E. Kremser) – Die Himmel rühmen des Ewigen Ehre (L. v. Beethoven). Basilica-Chor. Regens chori: Pius Kalt. Chorus eccl. Stae. Hedwigae Berolinensis mit Mitgliedern der Kapelle der Staatsoper, Grammophon, Schellackplatte 1927.
- Das ist der Tag, den der Herr gemacht (Festgesang F. Büning) – Gott grüße dich, (Lied, F. Mücke). Basilika-Chor (Chorus eccl. Stae. Hedwigae Berolinensis). Regens chori: Pius Kalt. Grammophon (deutsch), Polydor (englisch) Schellackplatte 1928
- Festgesang aus der Oper „Iphigenie in Aulis“ (Ch. W. Gluck). Basilica-Chor, Pius Kalt 1928
- Die Weihnacht. Basilica-Chor von St. Hedwig (Berlin) mit Glocken und Orgel, Chorleitung: Pius Kalt. Sprecherin: Mathilde Sussin. Deutsche Grammophon 1929
- Erzengel Gabriel verkündet den Hirten Christi Geburt. Basilica-Chor, Orgel und Glocken. Gesprochen von Eva Mannsfeld. Grammophon, Schellackplatte
- Stille Nacht heilige Nacht – Oh du fröhliche. Basilica-Chor (Chorus eccl. Stae. Hedwigae Berolinensis). Regens chori: Pius Kalt. Polydor, Schellackplatte
- Auf Betlehems Fluren – Herbei o ihr Gläubigen (Voutz – Vogt). Basilica-Chor (Chorus eccl. Stae. Hedwigae Berolinensis) mit Orgelbegleitung. Regens chori: Pius Kalt. Grammophon, Schellackplatte
- Süßer die Glocken nie klingen – Vom Himmel hoch da komm ich her. Basilika-Chor (Chorus eccl. Stae. Hedwigae Berolinensis). Regens chori: Pius Kalt. Polydor, Schellackplatte
- Transeamus (Gloria in Excelsis Deo) – Ave verum (W. A. Mozart). The Basilica-Choir, Dirigent: Pius Kalt. Polydor, Schellackplatte ca. 1930
- Es ist ein Ros entsprungen (Satz: Michael Praetorius) – Zu Bethlehem geboren. Chor der St. Hedwigs-Kathedrale, Berlin. Regens chori: Kaplan Hermann Pabel, Berlin. A cappella. Christschall 46. Schellackplatte ca. 1931
- Vom Himmel hoch, ihr Englein kommt – Schlaf wohl, du Himmelsknabe. Chor der St. Hedwigs-Kathedrale, Berlin, Dirigent: Kaplan Hermann Pabel, Berlin. A cappella. Christschall 48. Schellackplatte ca. 1931
- Stille Nacht – Heiligste Nacht (Bariton, Chor und Orgel). Solo: Kammersänger Louis van de Sande, Berlin. Chor der St. Hedwigs-Kathedrale, Berlin. Dirigent: Kaplan Hermann Pabel, Berlin. Christschall 49. Schellackplatte ca. 1931
- Weihnachtsgesang (Adolphe Adam) – Jesulein zart (Bariton, Chor und Orchester). Solo: Kammersänger Louis van de Sande, Chor der St. Hedwigs-Kathedrale, Berlin. Dirigent: Kaplan Hermann Pabel, Berlin. Christschall 50. Schellackplatte ca. 1932
- Joseph, lieber Joseph mein – Transeamus (Bariton, Chor und Orchester). Solo: Kammersänger Louis van de Sande, Berlin, Chor der St. Hedwigs-Kathedrale, Berlin. Dirigent: Kaplan Hermann Pabel, Berlin. Christschall 51. Schellackplatte ca. 1932
- Tu es Petrus (aus dem Christus-Oratorium von Franz Liszt) – Qui tollis peccata mundi (aus dem Gloria der Nelson-Messe in d-Moll von Joseph Haydn) (Bariton, Chor und Orchester). Solo: Kammersänger Louis van de Sande. Chor der St. Hedwigs-Kathedrale, Berlin. Dirigent: Kaplan Hermann Pabel, Berlin. Christschall 52. Schellackplatte ca. 1932
- Arioso (Dank sei Dir, Herr) (Georg Friedrich Händel) – Largo (Georg Friedrich Händel). Solo: Kammersänger Louis van de Sande, Berlin, Bariton – Violine: M. van den Berg, Berlin – Cello: E. Stegmann, Berlin – Harfe: Professor Max Saal, Berlin – Orgel: Kaplan Hermann Pabel – Chor der St. Hedwigs-Kathedrale, Berlin. Dirigent: Kaplan Hermann Pabel, Berlin. Christschall 53. Schellackplatte ca. 1932
- Panis Angelicus (César Franck) – O salutaris hostia (Jules Duguet). Bariton: Kammersänger Louis van de Sande – Violine: M. van den Berg – Cello: E. Stegmann – Harfe: Professor Max Saal – Orgel: Kaplan Hermann Pabel – Chor der St. Hedwigs-Kathedrale, Berlin. Dirigent: Kaplan Hermann Pabel, Berlin. Christschall 54. Schellackplatte ca. 1932
- Ave Maria (Jakob Arcadelt) – Meerstern, ich grüße dich (deutsches Kirchenlied). Gemischter Chor a cappella. Chor der St. Hedwigs-Kathedrale, Berlin. Kathedral-Kapellmeister Kaplan Hermann Pabel. Christschall 71. Schellackplatte ca. 1933
- Transeamus (Gradual für die hl. Weihnacht von Jos. Schnabel) – Adeste fideles (alte Volksweise). Chor der St. Hedwigs-Kathedrale. Leitung: Kaplan Hermann Pabel. Solist: Kammersänger L. v. d. Sande. Kalliope K 1677. Schellackplatte ca. 1933
- Es flog ein Taublein weiße / Maria durch ein´Dornwald ging. Domchor St. Hedwig, Berlin. – Dirigent: Karl Forster. Electrola, Schellackplatte
- Der Messias (G. F. Händel) Ingrid Bjoner / Hertha Töpper / Josef Traxel / Chor der St. Hedwigs-Kathedrale / Berliner Symphoniker / Karl Forster, LP.
- Ein deutsches Requiem (J. Brahms). Rudolf Kempe / Elisabeth Grümmer / Dietrich Fischer-Dieskau / Chöre der St. Hedwigs-Kathedrale Berlin / Berliner Philharmoniker, EMI, 1955
- Missa solemnis op. 123 (L. van Beethoven) Maria Stader / Marianna Radev / Anton Dermota / Siegried Borries / Wolfgang Meyer / Chor der St. Hedwigs-Kathedrale / Berliner Philharmoniker / Karl Böhm, Deutsche Grammophon, 1955
- Die Schöpfung – Sung in German (The Creation, J. Haydn) Elisabeth Grümmer / Josef Traxel / Gottlob Frick / Chor der St. Hedwigs-Kathedrale Berlin / Berliner Symphoniker / Karl Forster, 1960
- St. John Passion BWV 245 (Johannes-Passion, J. S. Bach). Karl Forster / Fritz Wunderlich / Josef Traxel / Dietrich Fischer-Dieskau / Karl-Christian Kohn / Lisa Otto / Chor der St. Hedwigs-Kathedrale Berlin / Berliner Symphoniker, EMI Germany, 1962
- Die schönsten Weihnachtslieder, Berliner Motettenchor, Rias Knabenchor, Regensburger Domspatzen, Bielefelder Kinderchor, Chor der St. Hedwigs-Kathedrale
- Das ist der Tag des Herrn (K. Kreutzer) mit Gottlob Frick und dem Chor der St. Hedwigs-Kathedrale, Berliner Symphoniker, Karl Forster
- Great Mass in C Minor (W. A. Mozart) & Te deum (J. Haydn), Chor der St. Hedwigs Kathedrale, Karl Forster, Ferenc Fricsay, Chor des NDR, Radio Symphonie Orchester Berlin, Günther Arndt, Max Thurn, Ferenc Fricsay, LP, Mangora Classical
- Süßer die Glocken nie klingen (Volksweise / Eisbrenner). auf „Die 20 schönsten Weihnachtslieder. Stars singen zum Weihnachtsfest“. Chor der St. Hedwigs-Kathedrale Berlin. Orgel: Wolfgang Meyer, Leitung: Karl Forster, LP, Eurodisc, ca. 1976
- Aba Heidschi Bumbeidschi (Volkslied aus Böhmen / Meyer) auf „Die 20 schönsten Weihnachtslieder. Stars singen zum Weihnachtsfest“. Erika Köth mit dem Knabenchor der St. Hedwigs-Kathedrale Berlin, Berliner Symphoniker, Leitung: Günther Arndt, LP, Eurodisc, ca. 1976